# ヴェラザノ＝ナローズ・ブリッジ
ヴェラザノ＝ナローズ橋 (Verrazzano-Narrows Bridge) は、ニューヨーク港のザ・ナローズ (en) を跨ぎ、ニューヨーク市のスタテンアイランドとブルックリンを結ぶ、上下2層の自動車専用の吊橋である。

## 概要
ヴェラザノ・ナローズ橋は、5年の工期と3億2,500万ドル（当時）の工費を費やして1964年11月21日にまず上層部の往復6車線が先行して開通した。主スパン長は1298mあるため、それまで世界一だったサンフランシスコのゴールデンゲートブリッジを抜き、1981年にイギリスのハンバー橋（主スパン長1410m）に抜かれるまでは世界最長の吊橋だった。なお、アメリカ国内の吊橋としては現在もなお最長である。
現在ではスタテンアイランドとロングアイランドを結ぶ唯一の橋である。取り付け道路を含めた橋の総延長は4,800m、橋中央部の路面から海面までの高さは68m、2つある橋塔の高さは209m、橋を支えるケーブルの太さは90cm。なお、開通当初は乗用車1台50セントの通行料を取っていたが、現在では乗用車で16ドルとなっている。2008年の日平均通行量は189,962台。
本橋が架かるヴェラザノ・ナローズ（ヴェラザノ海峡）の名は、1524年にこの地へ探検に来て、初めてハドソン川に至ったヨーロッパ人でもあるイタリアの探検家ジョバンニ・ダ・ヴェラッツァーノにちなむものである（「ヴェラザノ」は「ヴェラッツァーノ」の英語式の読み方）。建設当初は「Verrazano-Narrows Bridge」と、ヴェラッツァーノの名前の「z」がひとつでスペルミスをしていたが、2018年に正式にスペルが修正された。
毎年恒例のニューヨークシティマラソンのスタート地点としても有名。

### 隣接する橋・トンネル
- 左流の橋（キル・ヴァン・クル）： ベイヨン・ブリッジ　Bayonne Bridge (NY440/NJ440)
- 上流の橋（ハドソン川）： ジョージ・ワシントン・ブリッジ
- 上流の橋（イースト川）： ブルックリン橋
- 上流のトンネル（ハドソン川）： ダウンタウン・ハドソン・チューブ (PATH)
- 上流のトンネル（イースト川）： ブルックリン＝バッテリー・トンネル (I-478)
- 下流の橋・トンネル： なし